# Melaleuca viminalis
Melaleuca viminalis ((Sol. ex Gaertn.) Byrnes, 1984) è un arbusto appartenente alla famiglia delle Myrtaceae, originario dell'Australia orientale. 
Raggiunge un'altezza di 5/6 metri ed è molto resistente alle malattie e alla siccità. Coltivato per scopo ornamentale ha anche un limitato uso come fronda recisa per confezionare mazzi di fiori.
Deve il suo nome alle vistose infiorescenze sottili e cilindriche di colore rosso acceso.

## Tassonomia
Di M. viminalis, oltre a quella nominale, è accettata una sola sottospecie:
- Melaleuca viminalis subsp. rhododendron Craven[3]